# Barbara Leigh
Barbara Leigh (né Barbara Ann Kish le 16 novembre 1946) est une ancienne mannequin et actrice américaine. Elle perce au cinéma en 1972 avec le film Junior Bonner, dans lequel elle joue aux côtés de Steve McQueen avec qui elle entretient une relation amoureuse. Elle devient plus tard la première à porter le costume de Vampirella sur la couverture de l'original Warren Vampirella magazine, n° 67 (Mars 1975).

## Biographie
Barbara Leigh est née en Ringgold, Géorgie. Mariée à l'âge de 14 ans avec un cousin, Finley Haynes, elle donne naissance à son fils unique, Gerry Haynes peu de temps après. Ce mariage lui permet de ne pas retourner à l'orphelinat.

## Carrière
En 2002, elle publie un mémoire intitulé The King, McQueen, and The Love Machine, qui raconte ses romances avec Steve McQueen, Elvis Presley, et Jim Aubrey au début des années 1970.
En janvier 2014, Barbara Leigh prend sa retraite de Playboy après avoir travaillé pour la compagnie durant près de 17 ans. Elle pose pour Playboy pour deux Commémoratifs de célébrités (Mai 1973 et Janvier 1977).
Leigh a développé une hyperthyroïdie (maladie de Basedow) et a été la porte-parole de la National Graves' Disease Foundation.

## Filmographie
| Année | Film                                     | Rôle                                              | Notes                   |
| ----- | ---------------------------------------- | ------------------------------------------------- | ----------------------- |
| 1969  | The Ballad of Andy Crocker               | Mia                                               |                         |
| 1970  | The Most Deadly Game                     | Karen                                             | Série TV: 1 épisode     |
| 1970  | The Student Nurses                       | Priscilla                                         |                         |
| 1971  | Pretty Maids All in a Row                | Jean McDrew                                       |                         |
| 1971  | The Christian Licorice Store             | 1re Starlette                                     |                         |
| 1972  | Junior Bonner                            | Charmagne                                         |                         |
| 1973  | Le Dernier Pénitencier (Terminal Island) | Bunny                                             |                         |
| 1973  | LThe President's Plane Is Missing        | WAF                                               | Film pour la Télévision |
| 1974  | Smile Jenny, You’re Dead                 | Mildred                                           | Film pour la Télévision |
| 1975  | Boss Nigger                              | Miss Pruitt                                       |                         |
| 1975  | Baretta                                  | Karen Dennsion                                    | Série TV: 1 épisode     |
| 1975  | Harry O                                  | Gina                                              | Séries TV: 2 épisodes   |
| 1978  | 200 dollars plus les frais               | Sylvia                                            | Série TV: 1 épisode     |
| 1978  | Chips                                    | Paula                                             | Série TV: 1 épisode     |
| 1978  | L'Incroyable Hulk                        | June Tobey                                        | Série TV: 1 épisode     |
| 1979  | Swim Team                                | Mme Mandrake, entraineuse des rythmes biologiques |                         |
| 1979  | Seven                                    | Alexa                                             |                         |
| 1979  | Mistress of the Apes                     | Laura                                             |                         |